# Воля (партия)
«Воля» — украинская политическая партия, основана 21 июня 2014 года. Ее основатели - представители «инициативы Воля» и «гражданский сектор евромайдана», активисты, занимающиеся реформами и люстрацией, а также юристы, журналисты, экономисты и представители бизнеса.
Депутаты Верховной рады 8-го созыва от партии «Воля» Ирина Суслова и Юрий Деревянко. В ноябре 2018 члены партии, на парламентских выборах присоединилась к партии Андрея Садового «Самопомощь» заявили о намерении сформировать в Верховной Раде «межфракционное депутатское объединение или депутатскую группу».
19 апреля 2017 было объявлено об объединении партии «Воля» с Движением новых сил Михаила Саакашвили.